# كارمين توماسون
كارمين توماسون (بالإيطالية: Carmine Tommasone)‏ (مواليد 30 مارس 1984) هو ملاكم إيطالي، مثّل بلاده في الألعاب الأولمبية الصيفية 2016.

## روابط خارجية
كارمين توماسون على موقع بوكس ريك (الإنجليزية) (registration required)
- كارمين توماسون على موقع أوليمبيديا (الإنجليزية)